# Аннаріта Сідоті
Аннаріта Сідоті (італ. Annarita Sidoti; нар. 25 липня 1969 — пом. 21 травня 2015) — італійська легкоатлетка, яка спеціалізувалася на спортивній ходьбі.

## Спортивні досягнення
Фінішувала 7-ю (1992) та 10-ю (1996) в олімпійських змагань з ходьби на 10 кілометрів. Брала участь в олімпійських змаганнях з ходьби на 20 кілометрів (2000), де не змогла фінішувати.
Чемпіонка світу з ходьби на 10000 метрів (1997). Була 9-ю (1991, 1993) та 13-ю (1995) на чемпіонатах світу в ходьбі на 10 кілометрів. Фінішувала 8-ю у ходьбі на 20 кілометрів на чемпіонаті світу в Едмонтоні (2001).
Була 6-ю у ходьбі на 3000 метрів на чемпіонаті світу в приміщенні (1993).
На Кубках світу у ходьбі на 10 кілометрів фінішувала 5-ю (1997), 7-ю (1993), 8-ю (1989) та 9-ю (1991). Здобула 5 медалей у командному заліку — золото (1993), срібло (1991, 1995, 1997) та бронзу (1989).
Фінішувала 4-ю у ходьбі на 5000 метрів на чемпіонаті світу серед юніорів (1988).
Дворазова чемпіонка Європи з ходьби на 10 кілометрів (1990, 1998). Срібна призерка чемпіонату Європи з ходьби на 10 кілометрів (1994). Фінішувала 8-ю у ходьбі на 20 кілометрів на чемпіонаті Європи (2002).
Чемпіонка Європи в приміщенні з ходьби на 3000 метрів (1994). Бронзова призерка чемпіонату Європи в приміщенні з ходьби на 3000 метрів (1990). Фінішувала 4-ю у ходьбі 3000 метрів на чемпіонаті Європи в приміщенні (1992).
Переможниця Кубку Європи з ходьби в особистому заліку на дистанції 10 кілометрів (1996). Дворазова переможниця (1996, 2000) та дворазова срібна призерка (1998, 2001) цих змагань в командному заліку.
Чемпіонка Універсіади з ходьби на 10 кілометрів (1995). Дворазова бронзова призерка Універсіади у цій дисципліні (1991, 1997).
Чемпіонка Італії з ходьби на 5 кілометрів (1995), 10 кілометрів (1991) та 20 кілометрів (1992, 1995, 2000, 2002). Чемпіонка Італії в приміщенні з ходьби на 3000 метрів (1991, 1994, 2001, 2002).